# Медведки (городской округ Истра)
Медведки — деревня в составе сельского поселения Ядроминское Истринского района Московской области. Население — 25 чел. (2010), зарегистрировано 3 садовых товарищества. С Истрой деревня связана автобусным сообщением (автобус № 35).
Медведки расположены в 21 км к северо-западу от райцентра Истра и в 10 км от железнодорожной станции Румянцево Рижского направления, высота над уровнем моря 243 м.

## История
В XVI—XVIII веках Медведки входили в состав Ижевского стана Дмитровского уезда, в 1782—1796 годах — в Воскресенский уезд и затем в Новопетровскую волость Рузского уезда Московской губернии. При советской власти, с 1922 года деревня в составе нового Воскресенского уезда, с 3 июня 1929 года в составе Воскресенского района Московской области.

## Население
| 2002 | 2006 | 2010 |
| ---- | ---- | ---- |
| 4    | ↗7   | ↗25  |